# Paikwaophis kruki
Paikwaophis kruki — вид змій родини полозових (Colubridae). Описаний у 2023 році.

## Назва
Рід Paikwaophis названо на честь річки Паїква, що протікає у типовому місцезнаходженні, та грецького «офіс», що означає «змія». Вид названо на честь польського дослідника професора Анджея Крука (нар. 1971), декана факультету біології та охорони навколишнього середовища Лодзького університету.

## Поширення
Ендемік Гаяни. Поширений у пантепуйного хмарному лісі, який розташований біля підніжжя крутих скель тепуїв Рорайма та Вей-Асіпу (столові гори Східного ланцюга Тепуї).

## Опис
Голотип (нестатевозріла самиця) мав довжину 180 мм і живе повністю або частково під землею, харчуючись маленькими ящірками.